# Danny Trejo (piłkarz)
Danny Trejo, właśc. Daniel Trejo Del Río (ang. Del Rio, ur. 29 kwietnia 1998 w Morelii) – meksykański piłkarz występujący na pozycji pomocnika.

## Kariera klubowa
W latach 2017–2020 – w trakcie studiów na California State University w Northridge – Trejo występował w zespole CSUN Matadors w lidze uniwersyteckiej. Otrzymał w tym okresie wiele wyróżnień, zarówno na poziomie uczelni, jak i konferencji Big West. W sezonach 2018 i 2019 grał w USL League Two w barwach odpowiednio: Portland Timbers II (5 spotkań) oraz FC Golden State Force (8 meczów, 7 bramek). Jesienią 2020 roku podpisał pierwszy profesjonalny kontrakt z występującym w NISA klubem Los Angeles Force. Rozegrał tam 2 spotkania w sezonie zasadniczym oraz 4 w fazie play-off, zdobywając 1 gola.
W styczniu 2021 roku Trejo został wybrany w I rundzie draftu przez Los Angeles FC. Trzy miesiące później podpisał roczną umowę z Las Vegas Lights FC (USL Championship), będącym klubem farmerskim LAFC. Wkrótce po tym doznał naderwania mięśnia czworogłowego uda, przez co pauzował przez 16 pierwszych kolejek sezonu 2021, w którym zanotował 16 meczów i strzelił 4 gole.
W czerwcu 2022 roku na zasadzie krótkoterminowego wypożyczenia został desygnowany do treningów z Los Angeles FC. 18 czerwca 2022 zadebiutował w MLS w zremisowanym 1:1 spotkaniu przeciwko Seattle Sounders FC. W sezonie 2022, w którym jego klub wywalczył mistrzostwo kraju, Trejo zanotował łącznie 3 występy w MLS, a także rozegrał 28 meczów i zdobył 14 goli w barwach Las Vegas Lights FC. Po zakończeniu rozgrywek nie otrzymał propozycji nowej umowy. W sezonie 2023 był zawodnikiem Phoenix Rising FC, z którym wygrał rozgrywki USL Championship, pokonując w finale Charleston Battery po serii rzutów karnych. Sam Trejo zaliczył 33 spotkania, w których strzelił 17 bramek, co dało mu trzecią pozycję w klasyfikacji strzelców. Zajął także drugie miejsce w głosowaniu na MVP sezonu.
W styczniu 2024 roku jako wolny agent podpisał dwuipółletni kontrakt z Koroną Kielce prowadzoną przez Kamila Kuzerę. 12 lutego 2024 roku zadebiutował w barwach Korony Kielce w polskiej Ekstraklasie w meczu z ŁKS-em Łódź zdobywając zwycięską bramkę w doliczonym czasie gry. Po roku Trejo opuścił klub z województwa świętokrzyskiego.

## Statystyki klubowe
Aktualne na dzień 13 lutego 2024
| Klub                  | Sezon             | Liga              | Liga  | Liga   | Puchar kraju | Puchar kraju | Puchar ligi | Puchar ligi | Inne  | Inne   | Razem | Razem  |
| Klub                  | Sezon             | Liga              | Mecze | Bramki | Mecze        | Bramki       | Mecze       | Bramki      | Mecze | Bramki | Mecze | Bramki |
| --------------------- | ----------------- | ----------------- | ----- | ------ | ------------ | ------------ | ----------- | ----------- | ----- | ------ | ----- | ------ |
| Portland Timbers II   | 2018              | USL2              | 5     | 0      | —            | —            | —           | —           | —     | —      | 5     | 0      |
| FC Golden State Force | 2019              | USL2              | 8     | 7      | 1            | 0            | —           | —           | 3     | 2      | 12    | 9      |
| Los Angeles Force     | 2020              | NISA              | 2     | 0      | —            | —            | —           | —           | 4     | 1      | 6     | 1      |
| Las Vegas Lights FC   | 2021              | USL               | 16    | 4      | —            | —            | —           | —           | —     | —      | 16    | 4      |
| Las Vegas Lights FC   | 2022              | USL               | 28    | 14     | 1            | 0            | —           | —           | —     | —      | 29    | 14     |
| Las Vegas Lights FC   | Ogółem            | Ogółem            | 44    | 18     | 1            | 0            | 0           | 0           | 0     | 0      | 45    | 18     |
| Los Angeles FC (wyp.) | 2022              | MLS               | 3     | 0      | —            | —            | —           | —           | —     | —      | 3     | 0      |
| Phoenix Rising FC     | 2023              | USL               | 33    | 17     | 4            | 2            | —           | —           | —     | —      | 37    | 19     |
| Korona Kielce         | 2023/2024         | Ekstraklasa       | 1     | 1      | 0            | 0            | —           | —           | —     | —      | 1     | 1      |
| Ogółem w karierze     | Ogółem w karierze | Ogółem w karierze | 96    | 43     | 6            | 2            | 0           | 0           | 7     | 3      | 109   | 48     |

## Życie prywatne
Urodził się w Morelii w Meksyku. Jako dziecko przeprowadził się z rodziną do Mendoty w Stanach Zjednoczonych, gdzie ukończył szkołę średnią.

## Sukcesy
Los Angeles FC
- mistrzostwo Stanów Zjednoczonych: 2022